# David Blunkett
David Blunkett, Baron Blunkett van Brightside (Sheffield, Engeland, 6 juni 1947) is een Brits politicus van de Labour Party.
Blunkett was tussen 1997 en 2005 bewindspersoon in het kabinet-Blair. Hij was minister van Arbeid en minister van Onderwijs van 1997 tot 2001, minister van Binnenlandse Zaken van 2001 tot 2004 en minister van Arbeid en Pensioenen in 2005. Hij was partijvoorzitter van de Labour Party van 1993 tot 1994, tijdens zijn partijvoorzitterschap overleed partijleider John Smith op 12 mei 1994 en werd Tony Blair gekozen als zijn opvolger.
Op 28 september 2015 werd Blunkett benoemd als baron Blunkett van Brightside en werd lid van het Hogerhuis.
- CiNii: DA01897693
- Gemeinsame Normdatei: 120184664
- International Standard Name Identifier: 0000 0001 1462 0890
- Library of Congress Control Number: n96107098
- Bibliotheek van het Japanse parlement: 00673400
- Nationale Bibliotheek van Tsjechië: js20060901019
- Nationale bibliotheek van Australië: 35720167
- Nederlandse Thesaurus van Auteursnamen: 073204439
- SNAC: w6p13vxz
- Système universitaire de documentation: 075140942
- Trove: 1057246
- Virtual International Authority File: 84253341
- WorldCat: E39PBJpV34QWYpMwHtmgpj3vpP